# Ervenik Zlatarski (Zlatar)
Ervenik Zlatarski falu Horvátországban Krapina-Zagorje megyében. Közigazgatásilag Zlatarhoz tartozik.

## Fekvése
Krapinától 20 km-re, községközpontjától 3 km-re délkeletre a Horvát Zagorje területén fekszik.

## Története
A településnek 1857-ben 182, 1910-ben 451 lakosa volt. Trianonig Varasd vármegye Zlatari járásához tartozott. A falunak 2001-ben 47 lakosa volt.

## Külső hivatkozások
- Zlatar hivatalos oldala
- Zlatar információs portálja